# 23270 Kellerman
23270 Kellerman este un asteroid din centura principală de asteroizi.

## Descriere
23270 Kellerman este un asteroid din centura principală de asteroizi. A fost descoperit pe 30 decembrie 2000 la Socorro, New Mexico, în cadrul proiectului LINEAR. Asteroidul prezintă o orbită caracterizată de o semiaxă mare de 2,46 ua, o excentricitate de 0,18 și o înclinație de 3,8° în raport cu ecliptica.